# Xã Rowell, Quận Cleveland, Arkansas
Xã Rowell (tiếng Anh: Rowell Township) là một xã thuộc quận Cleveland, tiểu bang Arkansas, Hoa Kỳ. Năm 2010, dân số của xã này là 395 người.